# 425 Fifth Avenue
425 Fifth Avenue, ook bekend als The Envoy, is een wolkenkrabber in de Amerikaanse stad New York. Het gebouw staat op 425 5th Avenue. De bouw van de woontoren begon in 2001 en werd in 2003 voltooid.

## Ontwerp
425 Fifth Avenue is 188,34 meter hoog, telt 55 verdiepingen en bevat 11 liften. Het is door Michael Graves and Associates en HTO-Architect in postmoderne stijl ontworpen en heeft een totale oppervlakte van 27.291 vierkante meter.
Het gebouw is bekleed met kalksteen en baksteen. In april 2002 bereikte het officieel zijn hoogste punt en in september 2003 werd het officieel geopend. Het podium van zes verdiepingen bevat detailhandel en kantoren. De toren hierboven bevat onder andere studio's, twee-, drie- en vierkamer-appartementen.